# Gonzalo de Aguilera y Gamboa
Gonzalo de Aguilera y Gamboa, conde de Casasola del Campo (Madrid, 9 de junio de 1858-Madrid, 11 de febrero de 1929) fue un aristócrata, helenista y político carlista español.

## Biografía
Nació en el seno de una familia de la alta nobleza española. Era hijo de Francisco de Aguilera y Becerril, conde de Villalobos, y de María Luisa de Gamboa y López de León. Su hermano, Enrique de Aguilera y Gamboa, marqués de Cerralbo, fue uno de los principales dirigentes de la Comunión Tradicionalista a finales del siglo XIX y principios del XX.
Licenciado en Filosofía y Letras por la Universidad de Salamanca, fue un hombre cultivado y de inquietudes políticas. Militó toda su vida en el carlismo; fue candidato a diputado a Cortes por el distrito de Vitigudino (Salamanca) en 1891 y resultó elegido por el distrito de Laguardia (Álava) en las elecciones de 1893. Tomó parte en la conspiración carlista de 1900 suscitada con motivo de la pérdida de Cuba y Filipinas.
Empleó también su actividad en estudios homéricos, siendo uno de los principales una traducción y estudio crítico de la Ilíada, que adquirió fama entre los helenistas. Su biblioteca constaba de unos 5000 volúmenes, de los cuales la mayor parte trataban de asuntos helénicos y pasaban de 100 los que poseía que se referían solamente a Homero, por lo que la Enciclopedia Espasa aseguraba que se trataba de una de las bibliotecas más importantes en esta materia.
El conde de Casasola, a diferencia de su hermano, el marqués de Cerralbo, no se unió en 1919 a la escisión del tradicionalismo acaudillada por Juan Vázquez de Mella y permaneció fiel a Jaime de Borbón y Borbón-Parma. Falleció soltero en Madrid en 1929.
Fue maestrante de Granada y estuvo en posesión de la Gran Cruz de Isabel la Católica.